# Il mio secondo tempo
Il mio secondo tempo è un brano musicale scritto ed interpretato da Max Pezzali, pubblicato come primo singolo estratto dall'album Terraferma. Il brano è stato presentato al Festival di Sanremo 2011, sancendo il ritorno del cantante pavese alla manifestazione dopo sedici anni di assenza, in quanto l'ultima partecipazione di Pezzali alla gara canora sanremese risaliva al 1995 (con gli 883) con il brano Senza averti qui. Il brano è uno dei finalisti per il Premio Mogol.
A un anno dalla pubblicazione il singolo ha inoltre ricevuto il disco d'oro per le oltre 15 000 copie vendute.

## Il brano
Parlando di Il mio secondo tempo, Pezzali ha dichiarato:
(Max Pezzali)
Durante il Festival di Sanremo il brano è stato diretto da Giuseppe Vessicchio.
Nella ripubblicazione dell'album, uscita il 31 maggio 2011, il finale della canzone appare con un testo modificato rispetto all'originale.

## Il video
Il video musicale prodotto per Il mio secondo tempo è stato presentato il 16 febbraio 2011 ed è stato scritto e diretto dai Manetti Bros. in un cinema di Roma. Il film si rifà come stile e come tematiche al cinema popolare degli anni settanta, come gli spaghetti western, le commedie sexy e i polizieschi. Nel video compaiono gli attori Francesca Inaudi e Giampaolo Morelli, oltre che spezzoni di film interpretati da Gloria Guida, Edwige Fenech ed Henry Silva in cui, grazie alla tecnologia digitale, Max Pezzali va a sostituire attori come Tomas Milian, Luc Merenda e Pippo Franco in diversi spezzoni di film interpretati anche dagli attori elencati, tra cui i polizieschi Milano odia: la polizia non può sparare, Milano trema: la polizia vuole giustizia, e le commedie sexy Giovannona Coscialunga disonorata con onore e La liceale.

## Tracce
1. Il mio secondo tempo – 3:58

## Formazione
- Max Pezzali - voce
- Claudio Guidetti - chitarra, basso, tastiera, cori
- Elio Rivagli - batteria
- Martina Marinucci - cori
- Simona Bertoni - cori

## Classifiche
| Classifica (2011) | Posizione massima |
| ----------------- | ----------------- |
| Italia            | 13                |